# Barraca I (Aiguamúrcia)
La Barraca I és una obra d'Aiguamúrcia (Alt Camp) inclosa a l'Inventari del Patrimoni Arquitectònic de Catalunya.

## Descripció
És una ben construïda barraca de planta rectangular, exempta i orientada al SSO. La coberta és de pedruscall i presenta una filada de pedres col·locades al rastell, per sota del nivell de la cornisa. El portal està capçat amb un arc dovellat.
La seva planta interior és rectangular, les seves mides són: fondària 2,90m. Amplada 3,20m. No disposa de cap element funcional.
Està coberta amb una falsa cúpula fins a una alçada màxima de 3,10m.